# Tournoi Grand Suisse FIDE
Le tournoi Grand Suisse FIDE (ou Grand Suisse FIDE chess.com, en anglais FIDE Grand Swiss) est une compétition d'échecs qualificative pour le tournoi des candidats au championnat du monde d'échecs. 
Le tournoi Grand Suisse FIDE a été organisé à l'automne (en octobre-novembre) en 2019 et 2021 par la Fédération internationale des échecs (FIDE) suivant le système suisse (onze rondes) et les meilleurs joueurs du monde sont invités à ce tournoi (le champion du monde Magnus Carlsen a participé en 2019).
Un tournoi Grand Suisse FIDE féminin qualificatif pour le tournoi des candidates au championnat du monde d'échecs féminin a également été organisé en 2021.

## Palmarès des tournois

### Tournoi open (miste)
| Année | Lieu                 | Vainqueur              | Deuxième        | Troisième          | Quatrième      | Cinquième            | Joueurs parti- cipants |
| ----- | -------------------- | ---------------------- | --------------- | ------------------ | -------------- | -------------------- | ---------------------- |
| 2019  | Douglas (Île de Man) | Wang Hao               | Fabiano Caruana | Kirill Alekseïenko | Levon Aronian  | David Antón Guijarro | 154                    |
| 2021  | Riga (Lettonie)      | Alireza Firouzja       | Fabiano Caruana | Grigori Oparine    | Yu Yangyi      | Vincent Keymer       | 108                    |
| 2023  | Douglas (Île de Man) | Vidit Santosh Gujrathi | Hikaru Nakamura | Andreï Essipenko   | Arjun Erigaisi | Vincent Keymer       | 114                    |

### Tournoi féminin (depuis 2021)
| Année | Lieu                 | Vainqueure          | Deuxième           | Troisième   | Quatrième               | Cinquième         | Joueuses parti- cipantes |
| ----- | -------------------- | ------------------- | ------------------ | ----------- | ----------------------- | ----------------- | ------------------------ |
| 2021  | Riga (Lettonie)      | Lei Tingjie         | Elisabeth Pähtz    | Zhu Jiner   | Mariya Mouzytchouk      | Harika Dronavalli | 50                       |
| 2023  | Douglas (Île de Man) | Rameshbabu Vaishali | Mariya Mouzytchouk | Tan Zhongyi | Batkhuyagiin Möngöntuul | Leïa Garifoullina | 50                       |